# Factors de producció
Els factors de producció són els recursos, materials o no, utilitzats en el procés de producció de béns i serveis. Segons l'economia clàssica, els factors de producció són: la maquinària, l'equip, les eines, els serveis del treball, la terra i les primeres matèries necessàries per a produir les mercaderies o els serveis. També s'anomenen inputs.

## Evolució del concepte
Els economistes clàssics utilitzen els tres factors definits per Adam Smith, cada un dels quals participa en el resultat de la producció per mitjà d'una recompensa fixada pel mercat:
- La terra: Terra en economia és el concepte que engloba a tots els recursos naturals el subministrament dels quals està inherentment fixat (és a dir, no varia responent a les variacions dels seus preus en el mercat). En aquest conjunt s'inclouen les terres pròpiament dites o localització geogràfica (concepte que exclou les millores degudes a les infraestructures i el capital natural, que pot ser degradat per les accions humanes), els dipòsits minerals, i fins i tot les localitzacions en òrbita geoestacionària i una part de l'espectre electromagnètic.

Tota classe de terra, tant la urbana, com la rústica, cultivable o no
- El capital: El capital és un factor de producció constituït per immobles, maquinària o instal·lacions de qualsevol gènere, que, en col·laboració amb altres factors, principalment el treball i béns intermedis, es destina a la producció de béns de consum. És la quantitat de recursos, béns i valors disponibles per a satisfer una necessitat o portar a terme una activitat definida i generar un benefici econòmic o guany particular. També el crèdit, atès que implica un benefici econòmic en la forma d'interès, és considerat una forma de capital (capital financer). Els béns de capital, en contrast amb els béns de consum, són utilitzats en la producció de capital físic. Es refereixen a béns de capital real dels productes que s'utilitzen en la producció d'altres productes, però no s'incorporen als altres productes. En els béns de capital s'inclouen fàbriques, maquinària, eines, i diversos edificis. Els béns de capital són també diferents del capital financer, són objectes reals de la propietat d'entitats (persones, governs i altres organitzacions), a fi d'obtenir un rendiment positiu d'algun tipus de producció. L'activitat que es realitza pot ser la producció, el consum, la inversió, la constitució d'una empresa, etc. Quan aquest capital es destina a la producció, es converteix en un factor de producció.

. El capital pot ser:
Capital Físic: Fa referència a tots els elements físics prèviament obtinguts per l'activitat productiva dels individus i que no són emprats per al consum diari, sinó que són emprats per a la producció.
El capital físic pot ser: 
Fix: Estarà a l'empresa més de 12 mesos
Circulant: Estarà a l'empresa menys de 12 mesos
Capital Humà: Coneixements, formació, experiència que tenen les persones que intervenen en el procés productiu.
Capital Financer: És aquell material que et permet adquirir tots els altres tipus de capital
- El treball: El treball és un dels tres factors de la producció. És la mesura de l'esforç fet per éssers humans. El salari és el preu del treball d'assalariat en el mercat de treball, determinat en un contracte de treball que pot realitzar-se en forma individual (contracte individual de treball) o col·lectiva (contracte col·lectiu de treball). És possible també trobar altres formes de treball, com el treball autònom productiu (professions liberals, comerciants, etc.) El treball està essencialment relacionat amb la construcció i ús d'eines i, per tant, amb la tècnica i la tecnologia, així com amb el disseny dels processos de treball i producció. En general els grans economistes (Adam Smith, David Ricardo, etc.) van concedir al treball un lloc central en les seves teories. Però, entre els economistes, van ser Marx i Keynes qui van desenvolupar les seves teories econòmiques al voltant del treball i l'ocupació.

Els economistes de l'escola neoclàssica només utilitzen capital i treball.
- Iniciativa empresarial: Capacitat que tenen algunes persones per reunir factors productius i iniciar el procés productiu.

Aquests quatre factors clàssics estan en la ciència econòmica actual en procés d'evolució cap a una estructuració més complexa:
El factor terra (cada vegada més alterat per la intervenció humana) es considera hui, bé com a component del capital, bé com un component d'un factor natural més ample (recursos naturals o capital natural)
En l'economia del coneixement i el desenvolupament empresarial produït des de finals del segle xx, es considera que la tecnologia i la seua conjunció amb la ciència (el que s'ha denominat R+D -recerca i desenvolupament- o fins i tot R+D+I -recerca, desenvolupament i innovació-) és un quart factor de producció que caracteritza cada vegada més la producció en els països desenvolupats. Paral·lelament, a la noció de capital físic o capital financer s'afegeix la de capital humà o capital intel·lectual, inclús de capital social, com a variable explicativa de la millora de la productivitat que no resulta dels altres factors.
Per a alguns poden simplificar-se els nous factors de producció en:
- capital natural
- capital físic
- treball material
- capital immaterial (know-how, organització, actius incorporis però computables, treball immaterial, economia del coneixement).

La inversió permet augmentar el volum dels factors de producció. La formació pot ser considerada com una forma d'inversió, perquè augmenta les capacitats del treballador.
Informació extreta: Llibre economia edebé